# Psilanteris cyclops
Psilanteris cyclops är en stekelart som först beskrevs av Nixon 1933.  Psilanteris cyclops ingår i släktet Psilanteris och familjen Scelionidae. Inga underarter finns listade i Catalogue of Life.